# Ehrhafts
Ehrhafts (westallgäuerisch: Erhafts) ist ein Gemeindeteil der Gemeinde Maierhöfen im bayerisch-schwäbischen Landkreis Lindau (Bodensee).

## Geographie
Der Weiler liegt circa 2,5 Kilometer nordwestlich des Hauptorts Maierhöfen und zählt zur Region Westallgäu. Nördlich der Ortschaft verläuft die Ländergrenze zu Isny im Allgäu in Baden-Württemberg.

## Ortsname
Der Ortsname stammt entweder vom mittelhochdeutschen êhaft für gesetzlich, rechtsgültig oder vom ebenfalls mittelhochdeutschen Personenbeinamen Ērhaft für ehrenhaft; herrlich, glanzvoll. Die ersten Namensformen mit einem vorgestellten M sind wohl eine Agglutination von zem'erhaften.

## Geschichte
Ehrhafts wurde erstmals um das Jahr 1344 mit dem hoff zem Merhaften urkundlich erwähnt. 1805 fand die Vereinödung des Orts mit vier Teilnehmern statt. Ehrhafts gehörte einst zum Gericht Grünenbach in der Herrschaft Bregenz.